# Pierre Baillot
Pierre Baillot (teljes nevén Pierre Marie François de Sales Baillot; (Passy, Párizs, Franciaország, 1771. október 1. – Párizs, Franciaország, 1842. szeptember 15.) francia hegedűs és zeneszerző. Művészi erényei az erőteljes játék, tömör hang, merész, nagyszabású előadás és  utolérhetetlen technika voltak. Zeneművei általában igen nehezek és nagy felkészültséget igényelnek.
Hegedűtanárként is nagy hatású volt. 1834-ben jelent meg Párizsban a L'art du violon' (A hegedű művészete) című hegedűiskolája. 1803 után többször is kiadták a Méthode de violon (A hegedű módszere) című tananyagát, amelyet P. Rode-dal és R. Kreutzerrel együtt írt.

## Életpályája
Hat éves korában olasz mesternél megkezdett zenei tanulmányait 1780-tól fogva Párizsban, majd 1783-tól fogva - egy jótevőjének köszönhetően - Rómában folytatta, később  Catelnél, Reichánál és Luigi Cherubininál tanult zeneelméletet. 1795-ben az újjászervezett párizs Conservatoire hegetűtanára lett. 1802-től sokat utazott és számos koncertet adott. Az ő nevéhez fűződik 1814-ben az első vonósnégyes-hangverseny megrendezése Párizsban.  1802-ben a császári, 1821-ben a nagy operai, 1825-ben a királyi zenekar első hegedűse lett.

## Zeneművei
- L'Art du violon - hegedűiskola (1835)
- 24 Étude hegedűre L'Art du violon (1851)
- 9 concerto hegedűre és zenekarra, ( op. 3 (1801) / op. 6 (1804) / op. 7 (1804) / op. 10 (1805) / op. 13 (1807) / op. 18 (1809) / op. 21 (1809) /  op. 22 (1809) / op. 30 (1840)
- Symphonie concertante, op. 38 (1817) két hegedűre és zenekarra
- Douze Études ou caprices pour le violon, op. 2 (1803)
- 3 duó, op. 8 (1804)
- 3 duó, op. 16 (1811)
- Trois Airs variés hegedűre és zongorára, op. 31 (1814)
- Sonate pour violon et piano op. 32 (1820)
- 3 nocturne, op. 39 (1821)